# Кютт, Хельмен
Хельмен Кютт (эст. Helmen Kütt, род. 28 июля 1961, Вильянди) — эстонский политик, член XII, XIII, XIV и XV Рийгикогу и заместитель председателя Социал-демократической партии. С 26 марта 2014 по 9 апреля 2015 года министр социальной защиты в первом правительстве Таави Рыйваса.

## Биография
Окончила среднюю школу в Сууре-Яани (1979), Вильяндиское училище культуры по специальности «работа в клубе» (1984) и Таллинский университет (2001 г. бакалавр, 2003 — магистр социальной работы).
Трудовая деятельность:
- 1979—1981 сотрудник отдела подписки узла связи района Вильянди;
- 1981—1992 секретарь-машинистка, руководитель канцелярии механизированной строительной колонны Вильянди;
- 1992—1993 секретарь эстонского филиала Красного Креста;
- 1993 сотрудник социальной службы уездной управы Вильянди;
- 1993—2001 советник по социальным делам городской управы Вильянди;
- 2001—2005 заместитель мэра Вильянди;
- 2005—2011 руководитель социальной службы городской управы Вильянди.

Политическая партия: Народный союз Эстонии 2006—2010; Социал-демократическая партия с 2011 года, заместитель председателя.
С 2011 года депутат парламента, член XII, XIII, XIV и XV Рийгикогу. Заместитель председателя фракции (2015 — декабрь 2016), председатель парламентской комиссии по социальным вопросам (2016—2019), заместитель председателя (2019—2022) и председатель (2022—2023) комиссии по социальным вопросам, заместитель председателя фракции (с 2023).
С 26 марта 2014 по 9 апреля 2015 года министр социальной защиты в первом правительстве Таави Рыйваса.
С 2021 года председатель городского Совета Вильянди.
Замужем, двое детей.

## Награды
- Медаль Балтийской ассамблеи (2021)[1].